# Yuichi Maruyama
Yuichi Maruyama (n. 16 iunie 1989, Tokyo⁠(d), Tōkyō, Japonia) este un fotbalist japonez.
În cariera sa, Maruyama a evoluat la FC Tokyo, Shonan Bellmare și Nagoya Grampus. În 2016, Maruyama a jucat 2 meciuri pentru echipa națională a Japoniei.

## Statistici
| Japonia | Japonia | Japonia |
| An      | Meciuri | Goluri  |
| ------- | ------- | ------- |
| 2016    | 2       | 0       |
| Total   | 2       | 0       |